# Effeld
Effeld ist ein westlicher Ortsteil der Stadt Wassenberg im nordrhein-westfälischen Kreis Heinsberg, unmittelbar an der Grenze zu den Niederlanden im Rurtal gelegen.
Im Jahre 2020 wurde durch die ehemaligen und amtierenden Ortsvorsteher das erste eigene Wappen für die Ortschaft Effeld entworfen. Bestehend aus dem Schloß, die Farben derer zu Hochkirchen (gelb/rot), schräg verlaufend der Schaagbach und in blau der Verweis auf Rur und Waldsee wurde versucht Geschichtliches mit aktuellem zu verbinden.

## Lage

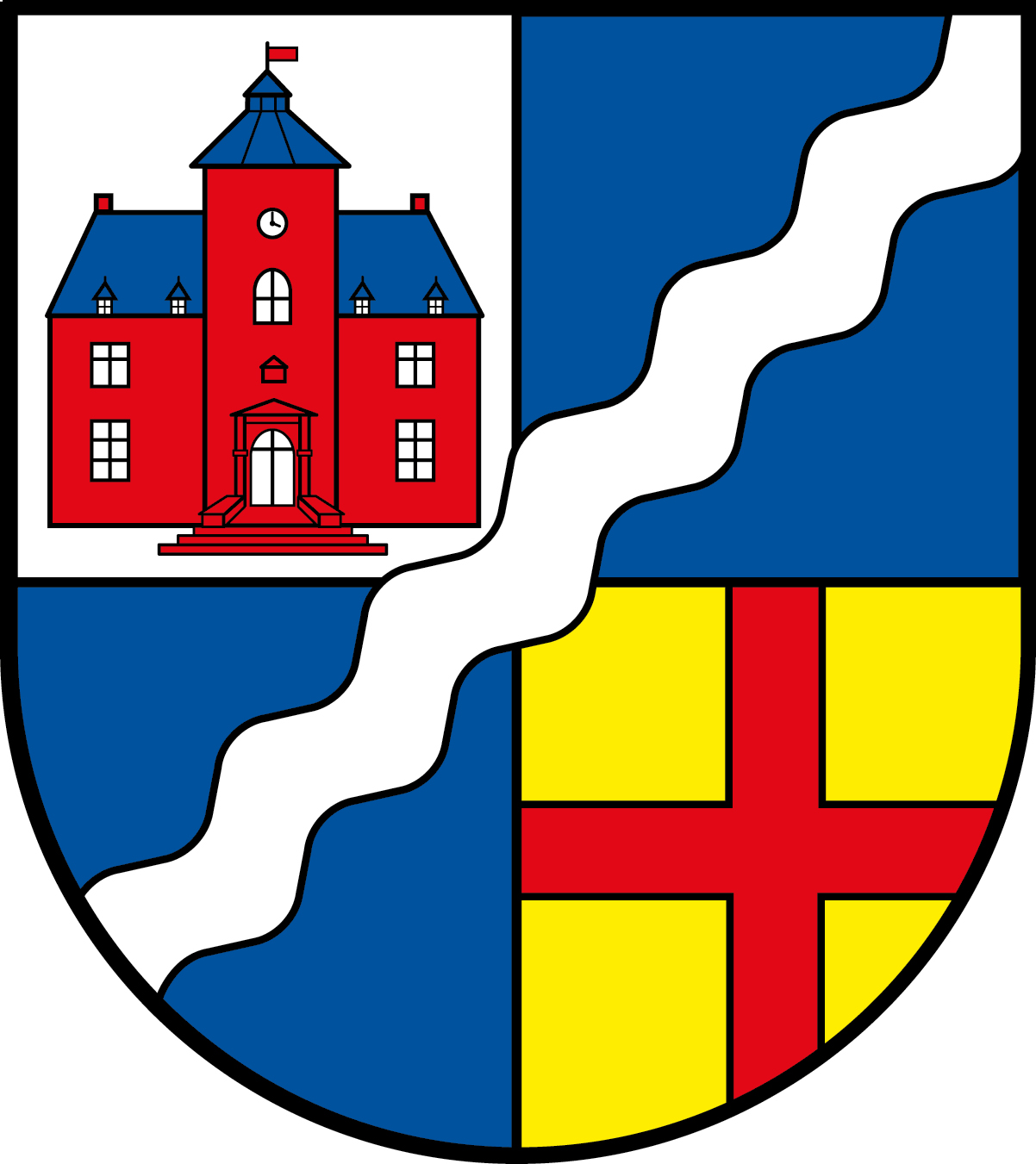

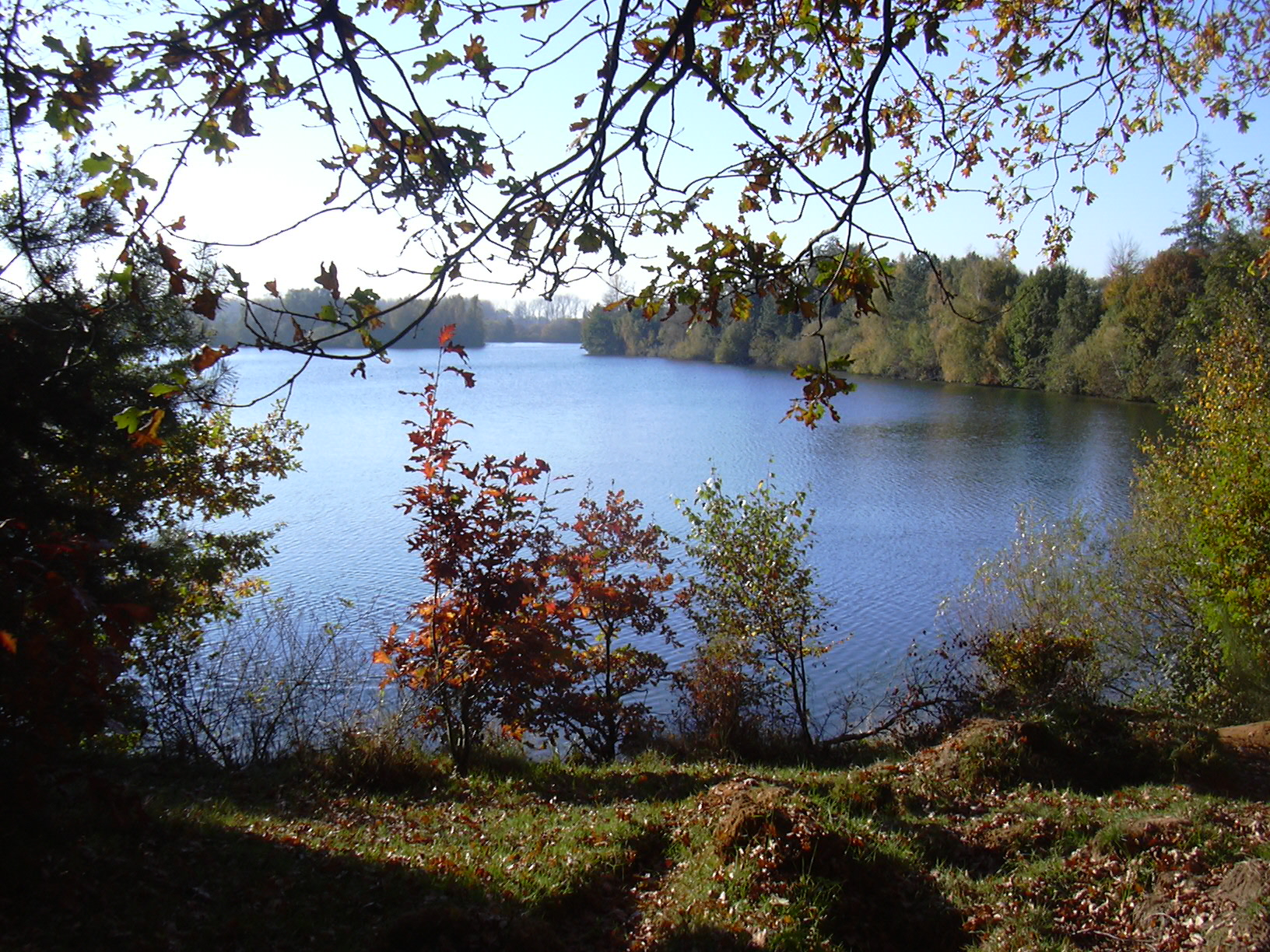
Effelder Waldsee

Östlich der Ortschaft liegt der Effelder Wald, an welchen sich der Ophovener Wald anschließt. Am nördlichen Ortsausgang, in Richtung Vlodrop, Niederlande, befindet sich der Effelder Waldsee mit Freibad und Campingplatz. Durch Effeld fließt der Schaagbach, westlich des Ortes die Rur.

## Geschichte
Eine Römerstraße verlief von Effeld nach Dalheim. Hier wurden 11 germanische Hügelgräber mit 19 Graburnen entdeckt. Die Wasserburg Haus Neuerburg wurde im 19. Jahrhundert abgerissen. Am 1. Januar 1972 kam Effeld aufgrund des § 31 des Aachen-Gesetzes zur Gemeinde Wassenberg.

## Wirtschaft und Infrastruktur
Effeld verfügt über ein Feuerwehrhaus und eine Bürgerhalle. Ein wichtiger Wirtschaftszweig ist der Anbau von Spargel auf den hierzu besonders geeigneten Sandböden der Effelder Gemarkung.

## Sehenswürdigkeiten

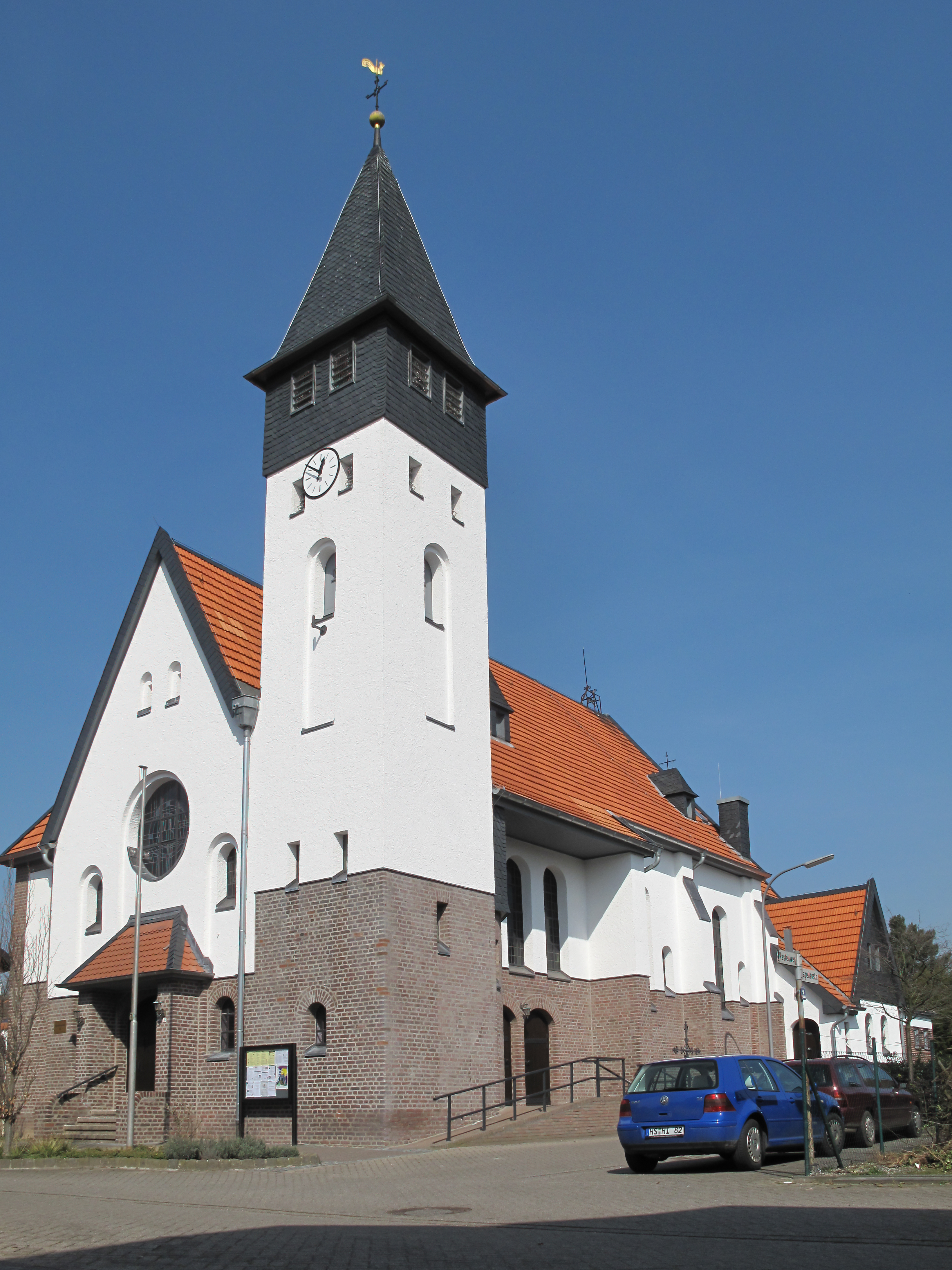
Effeld, Kirche

Sehenswert ist das Wasserschloss Haus Effeld. Sein aus dem 15. Jahrhundert stammende Herrenhaus erhielt die heutige Gestalt bei einem Um- und Erweiterungsbau im Jahr 1606. Der Ziegelbau besitzt reich geschweifte Giebel an den beiden Schmalseiten. An die Gebäudenecken der Außenfront sind zwei dreigeschossige, übereck zum Hauptgebäude angeordnete quadratische Türme gestellt. An der der Vorburg zugewandten Langseite steht mittig ein größerer, viereckiger Turm mit einem rundbogigen Renaissance-Portal.
Im Effelder Wald befindet sich in unmittelbarer Nähe und recht parallel zur (heutigen) Grenze zu den Niederlanden ein längerer, gut sichtbarer Abschnitt einer Landwehr. Die Landwehr soll hauptsächlich aus dem 16. Jahrhundert stammen.
Die 1910 errichtete Herz-Jesu-Kirche ist die Hauptpfarrkirche der katholischen Gemeinde St. Martinus Steinkirchen-Effeld.

## Verkehr
Die nächstgelegenen Autobahnanschlussstellen sind Hückelhoven-West auf der A 46 und bezüglich des niederländischen Autobahnnetzes Roermond auf der A73.
Die AVV-Buslinie 405 der WestVerkehr verbindet Effeld wochentags mit Wassenberg, Erkelenz und Heinsberg. Abends und am Wochenende kann der MultiBus angefordert werden.
| Linie | Verlauf |
| ----- | --- |
| 405   | Erkelenz Bf – (Erkelenz ZOB –) (Grambusch – Schwanenberg – Gerderhahn –) Gerderath – Myhl – Wassenberg – Birgelen – Schloss Elsum – Effeld – Steinkirchen – Ophoven – Kempen – Karken – Heinsberg Busbf (– Heinsberg Agentur für Arbeit) |